# 横川美和
横川 美和（よこかわ みわ）は、日本の地球科学者。大阪工業大学情報科学部実世界情報学科教授。博士（理学）（九州大学）。日本地球惑星科学連合大会(JpGU Meeting 2019)地球人間圏科学部門H-CG27コンビーナ。日本堆積学会運営委員会運営委員（国際交流・産学連携推進委員）。元日本地質学会堆積地質部会長。
専門は、地球科学・地球情報学、惑星科学（特に火星）・惑星堆積学（ベッドフォーム、サイクリックステップ含む）、数値シミュレーション。

## 経歴
筑波大学第一学群自然学類地球科学主専攻卒業。1990年同大学院地球科学研究科地質学専攻博士前期課程修了。1994年九州大学大学院地球科学研究科博士課程修了、博士（理学）（九州大学）。1999年マサチューセッツ工科大学に留学（文部省在外研究員）。大阪大学助手などを経て、2001年大阪工業大学情報科学部に着任。ネットワークデザイン学科教授を経て、2025年同学部実世界情報学科教授。
主な所属学会は、日本地球惑星科学連合、日本情報地質学会、日本地形学連合、日本堆積学会、国際堆積学会、日本地質学会、アメリカ地球物理学連合、石油技術協会など。主な受賞は、日本堆積学会2018/2019年論文賞。

## 主な著書
- 地形の辞典（分担執筆、朝倉書店2017、学術書）
- 海洋地学辞典（分担執筆、Springer2016、学術書）
- 堆積学辞典（分担執筆、朝倉書店1998、学術書）
- 土砂動態学 ― 山から深海底までの流砂・漂砂・生態系（共著、共立出版2020、学術書）[5]

## 主な研究
- 火星極冠のサイクリックステップ 〜 地球表層とのアナロジー[6]
- 惑星堆積学 〜 堆積物の流体密度比と重力を考慮した堆積物ダイナミクス
- 複合流ベッドフォームダイアグラムの作成
- 水中重力流によるステップ地形の現地観測および地理情報システム(GIS)処理・実験的研究
- 情報機器を用いた地学教材「バーチャル野外巡検」の作成
- 琵琶湖とその周辺地域の統合DEMデータの作成と地形解析・数値シミュレーション
- 木津川の八幡・笠木区間における河床/流量の変化・数値シミュレーション
- 自動画像解析法・X線CT法による砂質堆積物の三次元粒子配列の解明

主な国際会議での発表は、
- American Geophysical Union Fall Meeting 2018 (AGU2018)（ワシントン)：「Formation of cyclic steps due to surge-type turbidity currents: flume experiments and numerical simulation」
- 4th International Canyon Symposium (INCISE2018)  (深圳)：「Morphology, sedimentary structures and grain size distribution of cyclic steps formed by surge-type turbidity currents in an experimental flume」